# تونی سانه
تونی سانه (انگلیسی: Tony Sanneh؛ زادهٔ ۱ ژوئن ۱۹۷۱) یک بازیکن فوتبال اهل ایالات متحده آمریکا است.
وی همچنین در تیم ملی فوتبال ایالات متحده آمریکا بازی کرده‌است.